# Raïon de Kirovski (kraï du Primorié)
Le raïon de Kirovski (en russe : Ки́ровский райо́н, Kirovski raïon) est une subdivision administrative (raïon) et une municipalité (raïon municipal) du kraï du Primorié en Russie. Situé en Extrême-Orient russe, il couvre une partie de la vallée de l'Oussouri dans le centre-nord du kraï, et il est frontalier de de la Chine à l'ouest. Son centre administratif est la comme urbaine de Kirovski, et il compte en 27 localités répartis en 6 municipalités. Sa population s'élevait à 17 605 habitants en 2023.

## Géographie
Le raïon de Kirovski est situé dans le kraï du Primorié, sujet le plus au sud de l'Extrême-Orient russe, en Mandchourie-Extérieure. Le raïon, qui se trouve dans le nord-ouest du Primorié, a une superficie de 3 484 km2. Le raïon est située dans la région naturelle du kraï de l'Oussouri, et est traversée par la rivière Oussouri, un affluent de l'Amour, entre autres. En outre, une partie de la réserve naturelle du Khanka, une zapovednik, se trouve dans le raïon

Le raïon est bordé par cinq subdivisions du kraï : le raïon de Spassk au sud, le raïon de Iakolevka au sud-est, le raïon de Tchougouïevka à l'est, le raïon de Dalneretchensk au nord-est et l'okroug urbain de Lessozavodsk au nord. De plus, il est frontalier à l'ouest de la province du Heilongjiang de la Chine  La longueur totale des limites du raïon est de 280 km.

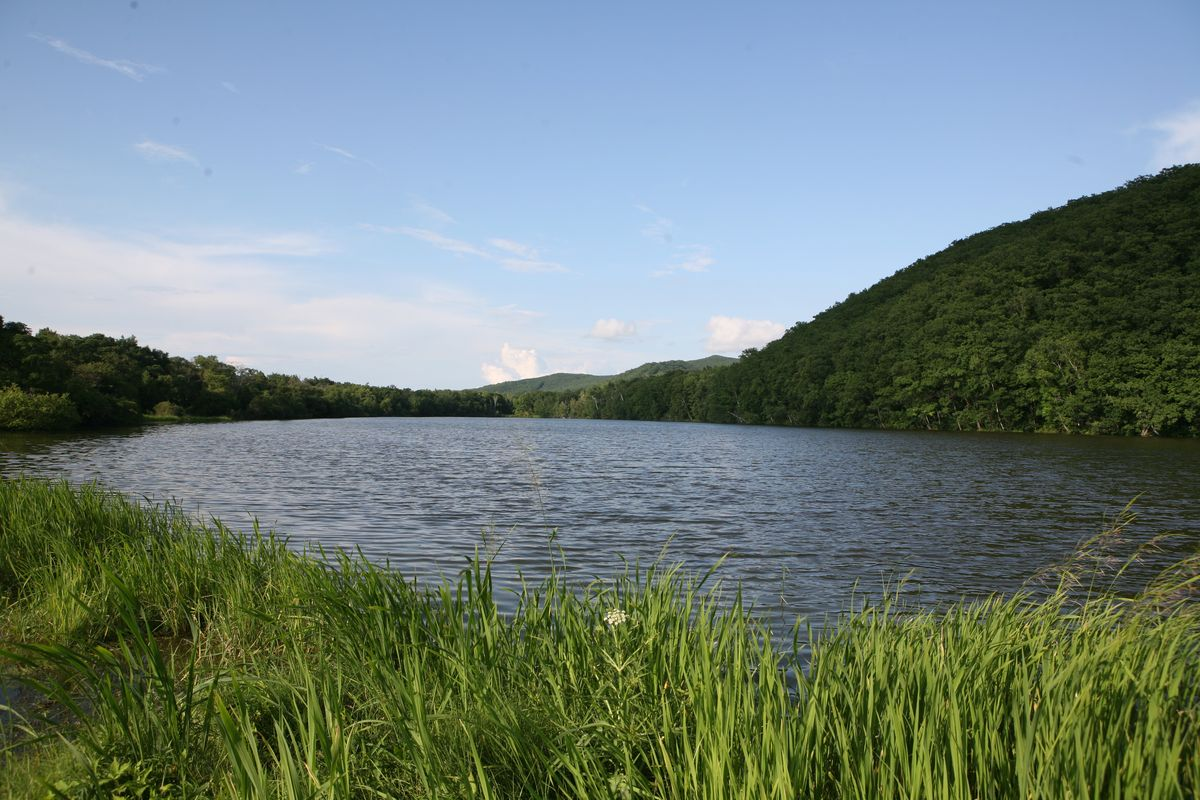
Lac de Podgornoïe.
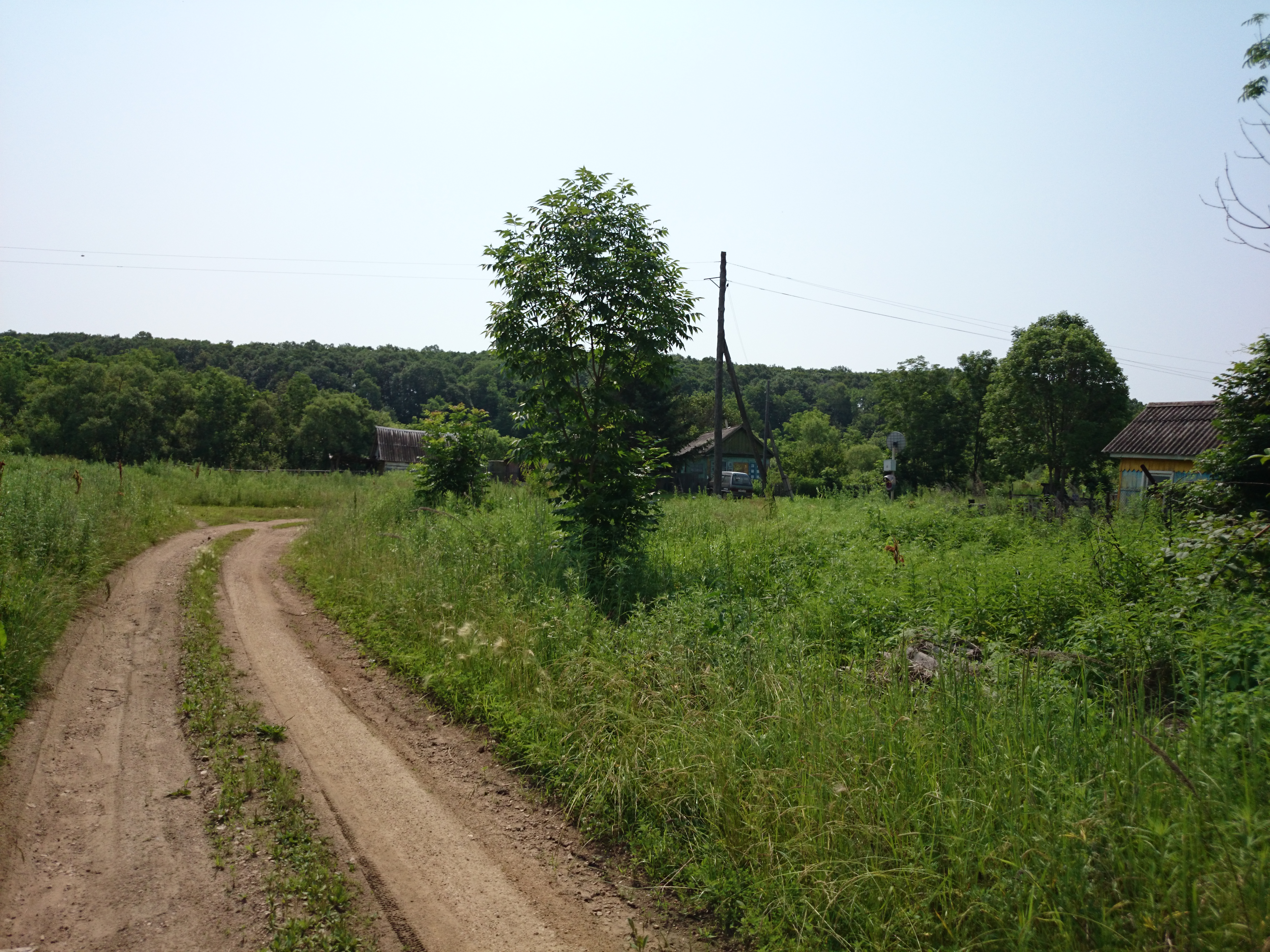
Village de Ielenovka.
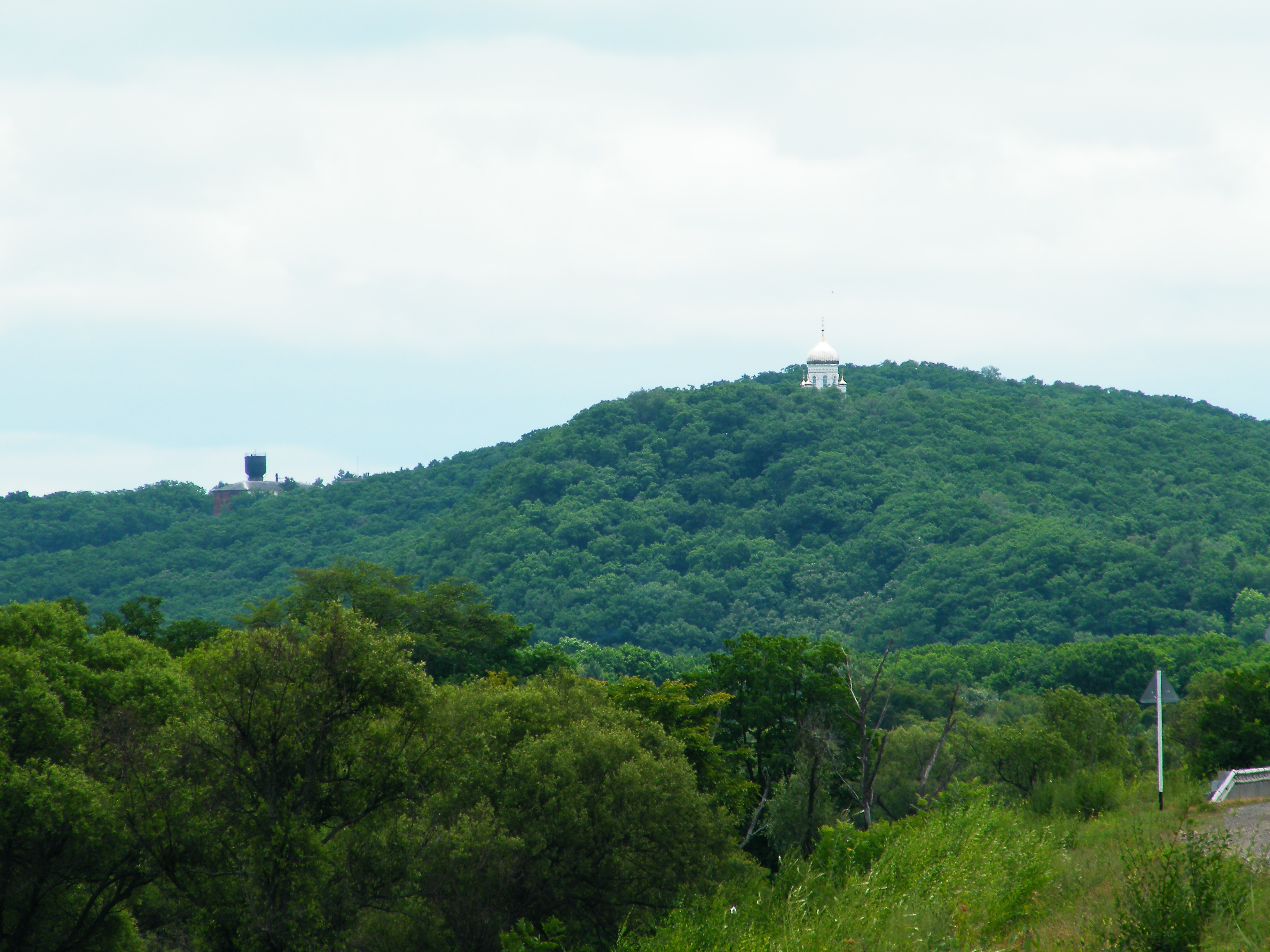
Colline du monastère de la Sainte-Trinité-Nicolas.

## Histoire
Le raïon de Kirovski a été créé en 1935.

## Politique et administration
Le raïon de Kirovski est un raïon municipal, qui comprend donc des municipalités. Il y a ainsi 6 municipalités, dont deux établissements urbains et quatre établissements ruraux. Chaque municipalité a son propre pouvoir exécutif et sa propre assemblée locale. 
| № | Municipalité                             | Centre administratif | Nombre de localités | Population (2021) | Superficie (km²) |
| - | ---------------------------------------- | -------------------- | ------------------- | ----------------- | ---------------- |
| 1 | Établissement urbain de Gornié Klioutchi | Gornié Klioutchi     | 2                   | 4748              | 51.20            |
| 2 | Établissement urbain de Kirovski         | Kirovski             | 12                  | 11 200            | 1083.69          |
| 3 | Établissement rural de Gorny             | Gorny                | 1                   | 63                | 274,90           |
| 4 | Établissement rural de Krylovka          | Krylovka             | 5                   | 603               | 319.23           |
| 5 | Établissement rural de Rounovka          | Rounovka             | 6                   | 927               | 386.17           |
| 6 | Établissement rural de Khvichtchanka     | Khvichtchanka        | 1                   | 145               | 104,88           |

## Démographie
Recensements (*) ou estimations de la population,:
| 1926*  | 1929   | 1931   | 1939*  | 1959*  | 1970*  |
| ------ | ------ | ------ | ------ | ------ | ------ |
| 32 461 | 38 141 | 40 600 | 18 888 | 19 597 | 24 012 |

| 1979*  | 1989*  | 2002*  | 2010*  | 2012   | 2013   |
| ------ | ------ | ------ | ------ | ------ | ------ |
| 25 219 | 29 516 | 24 618 | 21 249 | 20 762 | 20 444 |

| 2014   | 2015   | 2016   | 2017   | 2018   | 2019   |
| ------ | ------ | ------ | ------ | ------ | ------ |
| 19 926 | 19 611 | 19 268 | 19 008 | 18 683 | 18 342 |

| 2020   | 2021*  | 2022   | 2023   | - | - |
| ------ | ------ | ------ | ------ | - | - |
| 18 021 | 18 150 | 18 013 | 17 605 | - | - |

## Localités
Le raïon de Kirovski comptait au 29 juin 2023 27 localités, dont une ville et une commune urbaine, avec la localité la plus peuplée qui était Kirvovski avec 8 033 habitants au recensement de 2021.
| Liste des localités | Liste des localités | Liste des localités | Liste des localités         | Liste des localités         |
| N°                  | Localité            | Statut              | Population Recensement 2010 | Population Recensement 2021 |
| ------------------- | ------------------- | ------------------- | --------------------------- | --------------------------- |
| 1                   | Avdeïevka           | village             | 555                         |                             |
| 2                   | Antonovka           | village             | 202                         |                             |
| 3                   | Arkhangelovka       | village             | 57                          |                             |
| 4                   | Afanassievka        | village             | 77                          |                             |
| 5                   | Bolchié Klioutchi   | village             | 116                         |                             |
| 6                   | Vladimirovka        | village             | 37                          |                             |
| 7                   | Gornié Klioutchi    | station thermale    |                             | 4302                        |
| 8                   | Gorni               | possiolok           | 51                          |                             |
| 9                   | Ielenovka           | village             | 5                           |                             |
| 10                  | Kirovski            | commune urbaine     | 9057                        | 8033                        |
| 11                  | Komarovka           | commune urbaine     | 413                         |                             |
| 12                  | Kraïevski           | pazezd              | 0                           |                             |
| 13                  | Krylovka            | village             | 343                         |                             |
| 14                  | Lougovoïe           | village             | 187                         |                             |
| 15                  | Marianovka          | village             | 317                         |                             |
| 16                  | Mejgorié            | village             | 100                         |                             |
| 17                  | Olkhovka            | village             | 229                         |                             |
| 18                  | Pavlo-Fiodorovka    | village             | 1205                        |                             |
| 19                  | Podgornoïé          | village             | 44                          |                             |
| 20                  | Préobrajenka        | village             | 418                         |                             |
| 21                  | Rodnikovi           | village             | 353                         |                             |
| 22                  | Rounovka            | village             | 380                         |                             |
| 23                  | Stepanovka          | village             | 130                         |                             |
| 24                  | Ouvalnoïe           | village             | 850                         |                             |
| 25                  | Oussourka           | village             | 681                         |                             |
| 26                  | Khvichtchanka       | village             | 213                         |                             |
| 27                  | Tchmakovka          | village             | 594                         |                             |

## Économie et transports

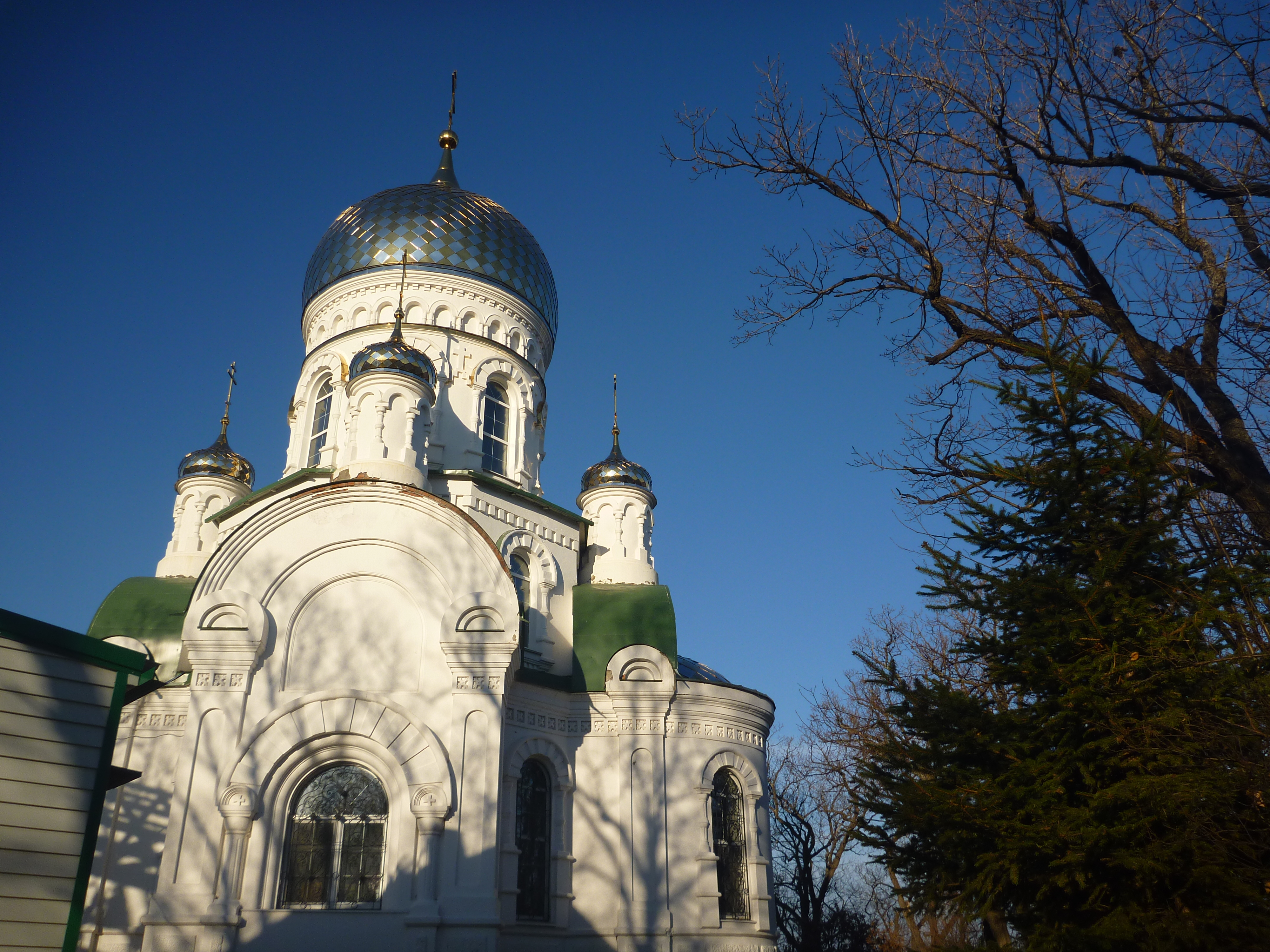
Église de la Transfiguration-du-Sauveur dans le monastère.

Le raïon est une région agricole, et possède aussi des stations thermales (dont Gornié Klioutchi). Le monastère de la Sainte-Trinité-Nicolas se trouve dans le raïon près du village de Chamkovka.
Le raïon de Kirovski est traversé par la route fédérale A370, route qui relie Khabarovsk au nord à Vladivostok au sud, et qui est le principal axe de transport routier du Primorié, ainsi que par le chemin de fer Transsibérien.